# الزراعه، القصیر
الزراعه (به عربی: الزراعة) یک روستا در سوریه است که در قصیر واقع شده‌است. الزراعه ۲٬۲۵۰ نفر جمعیت دارد.